# Argentinisches Tageblatt
Argentinisches Tageblatt (lit. "Diário Argentino") é um jornal semanal em língua alemã da Argentina.
É publicada todo sábado, e sua redação tem sede em Buenos Aires. 
Foi fundado por Johann Alemann em 1878, com o nome de Argentinisches Wochenblatt. 